# 후타나리
후타나리(일본어: 二成, 双成, 二形)은 하나의 사물이 두 가지의 형태를 띠고 있는 것을 가리키는 일본어이다, 특히 한 사람이 남성과 여성의 성기를 모두 가지고 있는 것, 즉 반음양(半陰陽, 남녀추니)을 말한다. 보추라는 용어는 여기서 비롯됐다.

## 개요
고대 일본에서는 음양(陰陽)이라는 이극(二極)으로 분류하여 제3성을 뜻하는 말로 사용되었다. 하지만, 헤이안 시대 후기에 적힌 야마이노소우시(病草子)에서는 이형(二形)이라는 주제로 남성의 점쟁이가 반음양이었다라는 이야기에 그려져 있었다. 반음양의 형태인 그것은 양성의 성기를 모두 가지고 있는 것으로, 작은 의미로는 난소를 가지고, 외성기(外性器)가 남성기 형태인 여성을 가리키는 경우가 많다.
많이 사용하는 개념으로 오카마나 퀴어 등으로 불리는 경우도 있으나, 전자는 대부분 여성으로 화장한 시주 등으로, 겉보기에만 여성화되어, 남성기는 그대로 있는 경우가 많다. 반면 후자의 경우 완벽한 여성을 지향하여, 여성호르몬을 투여하거나 남성기를 제거하는 등의 성형을 하는 경우도 많다. 이 두 경우와 후타나리의 차이점은, 양쪽의 성기 즉, 자궁과 난소와 같은 생식기도 가지고 있는가의 여부이다.
'후타나리'와 '아리와라노 나리히라'를 합쳐 '후타나리히라(ふたなりひら)'라는 단어도 있어, 반음양을 여성보다 아름다운 남성이라는 뜻으로 사용한다.

## 저작물
현대 일본에서, 특히 성적으로 반음양자(半陰陽者)를 다루는 성인 만화나 성인 게임을 많이 볼 수 있다. 반음양(半陰陽)이나 양성구유(兩性具有)라는 단어를 완곡하게 '후타나리'라는 표현을 사용하는 경우가 많아, 등장인물을 특성을 나타내는 장르로서 사용하고있다. 미사쿠라 난코츠(みさくらなんこつ)와 같이 후타나리 작품을 많이 그리는 만화가도 있으며, 일부 모에 계열의 작품에서도 볼 수 있다.
만화나 게임에서는 양쪽의 성기가 정상적으로 기능하는 완전한 양성구유를 그리고 있는 경우가 많다. 또한 그 성기의 배치에 관해서는 작가마다 차이가 있어, 남성인지 여성인지 분별할 수 없는 경우가 많다. 고환이 있는 경우와 없는 경우가 모두 있고, 고환이 없는 경우가 많다.

## 같이 보기
- 간성 (성)